# Communauté de communes du canton de Montdidier
La Communauté de communes du canton de Montdidier est une ancienne communauté de communes française, située dans le département de la Somme et la région administrative Hauts-de-France.
Elle s'est intégré le 1er janvier 2017 au sein de la communauté de communes du Grand Roye.

## Historique
Après une première expérience de coopération intercommunale constituée par un syndicat de transports scolaires, établi en 1962, les communes créent en 1967 le SIVOM du Canton de Montdidier.
Celui-ci est transformé par un arrêté préfectoral du 18 décembre 2000 qui crée la communauté de communes du canton de Montdidier,, afin de favoriser un développement plus harmonieux et une gestion plus cohérente des services sur l'ensemble du territoire communautaire, mutualiser les services et les moyens, et bénéficier de dotations versées par l’État.
Dans le cadre des dispositions de la loi portant nouvelle organisation territoriale de la République du 7 août 2015, qui prévoit que les établissements publics de coopération intercommunale (EPCI) à fiscalité propre doivent avoir un minimum de 15 000 habitants, la préfète de la Somme propose en octobre 2015 un projet de nouveau schéma départemental de coopération intercommunale (SDCI) qui prévoit la réduction de 28 à 16 du nombre des intercommunalités à fiscalité propre du Département.
Après des hypothèses de regroupement des communautés de communes du Grand Roye (CCGR), du canton de Montdidier (CCCM), du Santerre et d’Avre, Luce et Moreuil, la préfète dévoile en octobre 2015 son projet prévoit la « fusion des communautés de communes du Grand Roye et du canton de Montdidier », le nouvel ensemble de 24 805 habitants regroupant 62 communes,. À la suite de l'avis favorable des intercommunalités concernées et de la commission départementale de coopération intercommunale en janvier 2016, la préfecture a sollicité l'avis formel des conseils municipaux et communautaires concernés en vue de la mise en œuvre de la fusion le 1er janvier 2017
Celle-ci est intervenue le 1er janvier 2017, créant la nouvelle communauté de communes du Grand Roye.

## Territoire communautaire

### Géographie
L'intercommunalité gérait un territoire rural dont la ville-centre, Montdidier, représente plus de la moitié de la population, et qui est caractérisé par une zone de plateaux propices à la grande agriculture et traversée par deux vallées, celle de l’Avre et des Trois Doms. Il est constitué des 34 communes de l'ancien canton de Montdidier. En croissance démographique liée à la périurbanisation depuis l'agglomération amiénoise, celle de Compiègne ou celle de Creil, il perd des emplois industriels que ne compensent pas la nouveaux emplois de service.

### Composition
En 2016, l'intercommunalité regroupait les 34 communes suivantes  :
| Nom                       | Code Insee | Gentilé          | Superficie (km2) | Population (dernière pop. légale) | Densité (hab./km2) |
| ------------------------- | ---------- | ---------------- | ---------------- | --------------------------------- | ------------------ |
| Montdidier (siège)        | 80561      |                  | 12,58            | 6 195 (2014)                      | 492                |
| Andechy                   | 80023      | Andechois        | 7,77             | 257 (2014)                        | 33                 |
| Assainvillers             | 80032      | Assainvilleriens | 7,30             | 125 (2014)                        | 17                 |
| Ayencourt                 | 80049      | Monchellois      | 4,67             | 179 (2014)                        | 38                 |
| Becquigny                 | 80074      |                  | 6,04             | 112 (2014)                        | 19                 |
| Bouillancourt-la-Bataille | 80121      |                  | 3,59             | 139 (2014)                        | 39                 |
| Boussicourt               | 80125      | Boussicourtois   | 3,32             | 85 (2014)                         | 26                 |
| Bus-la-Mésière            | 80152      | Busiens          | 6,85             | 167 (2014)                        | 24                 |
| Cantigny                  | 80170      | Cantignois       | 4,03             | 113 (2014)                        | 28                 |
| Le Cardonnois             | 80174      | Cardonnoisiens   | 2,37             | 86 (2014)                         | 36                 |
| Courtemanche              | 80220      | Courtemanchois   | 4,15             | 99 (2014)                         | 24                 |
| Davenescourt              | 80236      |                  | 11,73            | 549 (2014)                        | 47                 |
| Erches                    | 80278      | Erchois          | 8,21             | 187 (2014)                        | 23                 |
| Ételfay                   | 80293      | Ételfayens       | 8,12             | 387 (2014)                        | 48                 |
| Faverolles                | 80302      |                  | 6,70             | 152 (2014)                        | 23                 |
| Fescamps                  | 80306      | Fescampois       | 5,08             | 147 (2014)                        | 29                 |
| Fignières                 | 80311      | Fignièrois       | 6,60             | 153 (2014)                        | 23                 |
| Fontaine-sous-Montdidier  | 80326      | Fontainois       | 9,03             | 115 (2014)                        | 13                 |
| Gratibus                  | 80386      | Gratibusiens     | 5,33             | 185 (2014)                        | 35                 |
| Grivillers                | 80391      |                  | 3,39             | 77 (2014)                         | 23                 |
| Guerbigny                 | 80395      | Guerlotins       | 8,27             | 289 (2014)                        | 35                 |
| Hargicourt                | 80419      |                  | 5,19             | 406 (2014)                        | 78                 |
| Laboissière-en-Santerre   | 80453      | Bossériens       | 7,15             | 160 (2014)                        | 22                 |
| Lignières                 | 80478      |                  | 6,33             | 134 (2014)                        | 21                 |
| Malpart                   | 80504      | Malpartois       | 4,25             | 84 (2014)                         | 20                 |
| Marestmontiers            | 80511      | Maresmontois     | 2,48             | 112 (2014)                        | 45                 |
| Marquivillers             | 80517      | Marguilliers     | 5,78             | 167 (2014)                        | 29                 |
| Mesnil-Saint-Georges      | 80541      | Mesnilois        | 6,04             | 178 (2014)                        | 29                 |
| Piennes-Onvillers         | 80623      |                  | 12,29            | 363 (2014)                        | 30                 |
| Remaugies                 | 80667      | Remaugeois       | 4,14             | 123 (2014)                        | 30                 |
| Rollot                    | 80678      | Rollotois        | 12,00            | 746 (2014)                        | 62                 |
| Rubescourt                | 80687      | Rubescourtois    | 3,97             | 139 (2014)                        | 35                 |
| Villers-Tournelle         | 80805      |                  | 5,93             | 160 (2014)                        | 27                 |
| Warsy                     | 80822      | Warsysiens       | 2,98             | 129 (2014)                        | 43                 |

### Chiffres-clés
- Superficie : 3,46 % du département de la Somme.
- Population : 2,15 % du département de la Somme.
- Évolution annuelle de la population (entre 1990 et 1999) : 4,86 %.
- 1 canton concerné : Canton de Montdidier.
- 1 ville de plus de 2 000 habitants : Montdidier.
- Aucune ville de plus de 15 000 habitants.

### Démographie
| 1968   | 1975   | 1982   | 1990   | 1999   | 2008   | 2013   |
| ------ | ------ | ------ | ------ | ------ | ------ | ------ |
| 11 215 | 11 051 | 11 043 | 11 414 | 11 969 | 12 260 | 12 658 |

## Organisation

### Siège
Le siège de l'intercommunalité était à Montdidier, rue Pasteur prolongée.

### Élus
La communauté était administrée par son Conseil communautaire, composé de  élus des conseils municipaux représentant chacune des 34 communes membres.
Ils étaient au nombre de 48 au début de la mandature 2014-2020, mais, à la suite de l'organisation d'élections municipales partielles en 2015 à Piennes-Onvillers, la composition du conseil communautaire a été redéfinie afin de respecter les nouvelles dispositions légales. Le conseil a été composé de 2015 à la disparition de l'intercommunalité  par 59 membres, soit : 
- 23 délégués pour Montdidier ;
- 3 délégués pour Rollot ;
- 2 délégués pour Davenescourt ;
- 1 délégué pour les autres villages, tous de moins de 500 habitants[14].

Un accord informel fait que la présidence de la communauté est dévolue au maire d'une petite commune, tandis que son premier vice-président est le maire de Montdidier, la ville-centre.
Le conseil communautaire du 24 avril 2014 a réélu son président et désigné ses 8 vice-présidents, qui étaient :
1. Isabelle Carpentier, maire de Montdidier, chargée du développement économique et touristique ;
2. Michel Choisy, maire de Rollot, chargé des finances, des marchés publics, de la communication et de l'animation du territoire ;
3. Catherine Quignon, conseillère municipale d'opposition de Montdidier, chargée du développement durable, de la méthanisation et de la gestion des rivières et des espaces ;
4. Pascal Lefèvre, maire de Fescamps, chargé des infrastructures voiries, bassins versants, SPANC et chemins de randonnée ;
5. France Dubois, conseillère municipale de Montdidier, chargée de la petite enfance ;
6. Brigitte Demarcy, maire d'Ayencourt, chargée des affaires sociales et d’insertion ;
7. Christian Parmentier, conseiller municipal de Montdidier, chargé de la culture et de la piscine ;
8. Serge Morand, maire de Maresmontiers, chargé de la gestion et de la valorisation des déchets, ainsi que des bâtiments[16],[15].

Le bureau communautaire de la mandature 2014-2016 était composé de 19 membres, et comprenait notamment le président et les vice-présidents. Certaines compétences du conseil communautaires lui sont déléguées.

### Liste des présidents
| Période      | Période       | Identité           | Étiquette | Qualité                                                                                             |
| ------------ | ------------- | ------------------ | --------- | --------------------------------------------------------------------------------------------------- |
|              |               |                    |           | |
| 1967         |               | M. Massoubre       |           | |
|              |               | Michel Paillet     |           | Maire de Rollot (1965 → 1989)                                                                       |
|              |               | M. Jany            |           | |
|              |               | Alex Gobin         |           | Maire de Guerbigny                                                                                  |
|              |               |                    |           | |
| 1991         | mai 2012      | Jean-Pierre Gérard |           | Membre du corps préfectoral Maire d’Ayencourt (2001 → 2012) Décédé en fonction                      |
| juillet 2012 | décembre 2016 | Émile Foirest      |           | Maire de Courtemanche (2001 → ) Vice-président de la Communauté de communes du Grand Roye (2017 → ) |

### Compétences
L'intercommunalité exerçait les compétences que lui avaient transférées les communes membres, dans les conditions fixées par le code général des collectivités territoriales. Il s'agissait de :
- Développement économique ;
- Aménagement de l'espace ;
- Les voiries de liaison intercommunales et certaines autres voies ;
- Protection et mise en valeur de l'environnement ;
- Équipements culturels et sportifs (Piscine de Montdidier, nouvelles bibliothèques, médiathèques et ludothèques) ;
- Politique du logement et cadre de vie ;
- Aide sociale (aides ménagères à domicile et service de téléassistance) ;
- Insertion professionnelle ;
- Petite enfance (relais d'assistantes maternelles, nouvelles structures d'accueil de la petite enfance)
- Transport (actions complémentaires du Département, service de transport à la demande desservant les marchés de la communauté ;
- Gestion de l'immeuble de la gendarmerie ;
- Entretien des unités psychopédagogiques de Gradibus et d'Andechy[17].

### Régime fiscal et budget
La Communauté de communes était un établissement public de coopération intercommunale à fiscalité propre.
Afin d'assurer ses compétences, la communauté de communes percevait une fiscalité additionnelle aux impôts locaux perçus par les communes, sans fiscalité professionnelle de zone et sans fiscalité professionnelle sur les éoliennes.
Celle-ci était, en 2015, de :
- 3,78 % pour la taxe d'habitation ;
- 4,15 % pour la taxe foncière sur les propriétés bâties ;
- 2,16 % pour la taxe foncière sur les propriétés non bâties ;
- 2,09 % pour la cotisation foncière des entreprises[18]. Ces taux ont augmenté de 10 % en 2016[19].

Le produit des quatre taxes s'élevait en 2015 à 967 656 €, auquel s'ajoutait la taxe d'enlèvement des ordures ménagères (TEOM) au taux de 12,00 %, soit une recette de 983 177 €.